# Mékinac
A Regionalidade Municipal do Condado de Mékinac está situada na região de Mauricie na província canadense de Quebec. Com uma área de mais de cinco mil quilómetros quadrados, tem, segundo o censo de 2006, uma população de cerca de dezoito mil pessoas sendo comandada pela cidade de Saint-Tite. Ela é composta por 14 municipalidades: 1 cidade, 3 municípios, 5 freguesias 1 aldeia e 4 territórios não orgtanizados.

## Municipalidades

### Cidade
- Saint-Tite

### Municípios
- Notre-Dame-de-Montauban
- Sainte-Thècle
- Trois-Rives

### Freguesias
- Hérouxville
- Lac-aux-Sables
- Saint-Adelphe
- Saint-Roch-de-Mékinac
- Saint-Séverin

### Aldeia
- Grandes-Piles

### Territórios não organizados
- Lac-Boulé
- Lac-Masketsi
- Lac-Normand
- Rivière-de-la-Savane